# 僕のミッシー
『僕のミッシー』（ぼくのミッシー、The Wrong Missy）は2020年に配信されたアメリカ合衆国のコメディ映画。監督はタイラー・スピンデル、主演はデヴィッド・スペードが務めた。

## ストーリー
ティムは空港で会った女性（ミッシー）に一目惚れし、やっとの思いで連絡先を聞き出すことができた。その後、ティムはミッシーとメールでのやり取りを重ね、ハワイへの社員旅行に同行してもらえることになった。いつになくウキウキしていたティムだったが、出発当日、飛行機に姿を見せたのは別のミッシーであった。ティムはアドレスを勘違いし、ミッシー（間違い）を口説いてしまったのである。
ティムはミッシー（間違い）のせいで酷い目に遭わされたことがあった。かつて、ティムはミッシー（間違い）とブラインドデートをした際に、彼女のエキセントリックな行動に振り回されたのである。こうして、ティムが楽しみにしていた社員旅行は一瞬にして地獄へと変貌した。

## キャスト
※括弧内は日本語吹替。
- デヴィッド・スペード（関俊彦） - ティム・モリス
- ローレン・ラプカス（小島幸子） - ミッシー（間違い）
- ジェフ・ピアソン（糸博） - ジャック・ウィンストン
- サラ・チョーク（中村綾） - ジュリア
- モリー・シムズ（甲斐田裕子） - ミッシー(本物)
- ニック・スウォードソン（魚建） - ネイト
- ジャッキー・サンドラー（浅野まゆみ） - ジェス
- クリス・ウィタスキ（土田大） - リッチ
- ロマン・レインズ - ゲイリー
- ボビー・リー - 受付
- ロブ・シュナイダー（斉藤次郎） - コマンテ
- ホルヘ・ガルシア - 飛行機の客
- ジャレッド・サンドラー - スチュアート
- ヴァニラ・アイス - 本人

日本語吹替その他出演：俊藤光利、内野孝聡、越村友一、斎藤寛仁、寺依沙織、松井暁波、島田愛野、石井未紗、佐野愛
日本語版制作スタッフ　演出：宇出喜美、翻訳：柳澤由美、制作：ブロードメディア・スタジオ

## 製作・マーケティング
2019年1月10日、アダム・サンドラー製作の新作映画にデヴィッド・スペードが出演することになり、タイラー・スピンデルが監督に起用されたと報じられた。3月、ローレン・ラプカス、ジェフ・ピアソン、サラ・チョーク、モリー・シムズ、ジャッキー・サンドラー、クリス・ウィタスキ、ローマン・レインズがキャスト入りした。7月12日、マテオ・メッシーナが本作で使用される楽曲を手掛けるとの報道があった。2020年4月21日、本作のオフィシャル・トレイラーが公開された。

## 評価
本作に対する批評家の評価は芳しいものではない。映画批評集積サイトのRotten Tomatoesには27件のレビューがあり、批評家支持率は33%、平均点は10点満点で3.55点となっている。サイト側による批評家の見解の要約は「ローレン・ラプカスのお陰で、『僕のミッシー』は大失敗作になることを回避できた。しかし、失敗作であることに間違いはなく、ハッピー・マディソン・プロダクションズ製作の映画を心底楽しみにしているファンでもない限り、同作の鑑賞は勧められない。」となっている。また、Metacriticには11件のレビューがあり、加重平均値は35/100となっている。
本作は第41回ゴールデンラズベリー賞において、最低主演男優賞（デヴィッド・スペード）、最低主演女優賞（ローレン・ラプカス）、最低スクリーンコンボ賞（ラプカスとスペード）の3部門にノミネートされた。